# Шон Сент-Леджер
Шон Сент-Леджер (англ. Seán St Ledger, * 28 грудня 1984, Бірмінгем) — ірландський футболіст, захисник клубу «Лестер Сіті».
Насамперед відомий виступами за клуби «Пітерборо Юнайтед» та «Престон Норт-Енд», а також національну збірну Ірландії.

## Клубна кар'єра
Вихованець футбольної школи клубу «Пітерборо Юнайтед». Дорослу футбольну кар'єру розпочав 2002 року в основній команді того ж клубу, в якій провів чотири сезони, взявши участь у 79 матчах чемпіонату. 
Своєю грою за цю команду привернув увагу представників тренерського штабу клубу «Престон Норт-Енд», до складу якого приєднався 2006 року. Відіграв за команду з Престона наступні п'ять сезонів своєї ігрової кар'єри. Більшість часу, проведеного у складі «Престон Норт-Енд», був основним гравцем захисту команди. 2009 року перебував в оренді у складі команди клубу «Мідлсбро».
До складу «Лестер Сіті» приєднався 2011 року. Наразі встиг відіграти за команду з Лестера 6 матчів в національному чемпіонаті.

## Виступи за збірну
2009 року дебютував в офіційних матчах у складі національної збірної Ірландії. Наразі провів у формі головної команди країни 20 матчів, забивши 2 голи.